# Elisabeth Harnois
Elisabeth Harnois (ur. 26 maja 1979) – amerykańska aktorka filmowa.

## Filmografia
- 1985: Czarodziejskie Boże Narodzenie jako Abbie Grainger
- 1987: Autostrada do nieba
- 1990: Ponadczasowe Opowieści z Hallmarku jako Emily (odc. 1-6)
- 1990: Potswoth – marzyciel z krainy snów jako Rosie (głos)
- 1992: Adventures in Wonderland jako Alice
- 1998: Czarodziejki jako Brooke (3x02)
- 2000: CSI: Kryminalne zagadki Las Vegas jako Morgan Brody
- 2005: Miasteczko Point Pleasant jako Christina Nickson
- 2005: Kochaj i mścij się jako Brittany
- 2008: Keith jako Natalie Anderson
- 2010: Miami Medical jako dr Serena Warren
- 2011: Matki w mackach Marsa jako Ki
- 2011: Bad Meat jako Rose Parker
- 2013: Riddle jako Holly Teller
- 2014: Drugi świąteczny pocałunek  jako Jenna
- 2018: Psychopatyczna eks jako Kara

## Nagrody i nominacje
- Young Artist Awards:
  - 1993: Young Artist Award – Znakomity wykonawca w programie dla dzieci Adventures in Wonderland (1992) (wygrana)
  - 1988: Young Artist Award – Najlepsza młoda aktorka – Występ gościnny w dramacie telewizyjnym Autostrada do nieba (1984) (Za odcinek „Man’s Best Friend”) (nominacja)
  - 1987: Young Artist Award – Wyjątkowy występ młodej aktorki w filmie fabularnym, komedii lub dramacie za film Czarodziejskie Boże Narodzenie (1985) (nominacja)